# HR 3220
Ne doit pas être confondu avec b Carinae.
B Carinae
Désignations
HR 3220 est une étoile binaire de la constellation australe de la Carène. Elle porte également la désignation de Bayer de B Carinae et la désignation dans le catalogue Henry Draper de HD 68456, HR 3220 étant sa désignation dans le Bright Star Catalogue. Elle est visible à l'œil nu avec une magnitude apparente de 4,75. D'après la mesure de sa parallaxe annuelle par le satellite Hipparcos, le système est distant d'environ 20 pc (∼65,2 al) de la Terre. Il s'éloigne du Système solaire à une vitesse radiale de +24 km/s.
HR 3220 est une étoile binaire spectroscopique à raies simples qui complète une orbite avec une période de 2,46 ans et selon une excentricité de 0,12. Sa composante visible est une étoile jaune-blanc de la séquence principale de type spectral F6 V Fe-0,8 CH-0,4. Cette notation complexe du suffixe indique que son spectre montre des sous-abondances légères en fer et en méthylidyne (CH). L'étoile est 35 % plus massive que le Soleil et sa température de surface est de 6 365 K.
Son compagnon en orbite est probablement une naine blanche à hélium dont la masse vaut 42 % de celle du Soleil. Le progéniteur de cette naine blanche avait donné à l'étoile primaire du matériel par transfert de masse, à tel point que cette dernière est devenue une traînarde bleue qui apparaît être beaucoup plus jeune que son âge réel de 10 milliards d'années.